# هدر جی شارکی
هدر جی شارکی (انگلیسی: Heather J. Sharkey؛ زادهٔ ۱ ژانویهٔ ۱۹۶۷) تاریخ‌نگار خاورمیانه و استاد دانشگاه است.